# Guillermo IV de Hesse-Kassel
Guillermo IV de Hesse-Kassel, llamado el Sabio (en alemán: Wilhelm IV von Hessen-Kassel, der weise; Kassel, 24 de junio de 1532-ibidem, 25 de agosto de 1592), fue el primer landgrave de Hesse-Kassel, de 1567 a 1592. Era el hijo mayor de Felipe el Magnánimo, landgrave de Hesse, y de Cristina de Sajonia.
Fue un importante mecenas de las artes y las ciencias, y él mismo fue un destacado astrónomo.

## Biografía
Guillermo nació en el Landgraviato de Hesse, que se dividió entre él y sus tres hermanos varones a la muerte de su padre, Felipe el Magnánimo, en 1567. Guillermo, el mayor, heredó la porción que a partir de entonces sería conocida como el landgraviato de Hesse-Kassel, cuya capital sería establecida en la ciudad de Kassel.
Hizo esfuerzos para unificar al catolicismo con el luteranismo, pero mantuvo una protección sobre la Iglesia protestante de su país.
Se mostró poco inclinado a utilizar al ejército para resolver conflictos exteriores. Publicó numerosos decretos que le permitieron optimizar la administración pública, y nombró a funcionarios competentes. Publicó una ley sobre la primogenitura, a fin de evitar una posible futura división de Hesse-Kassel como había sucedido en el caso de su padre.
Fue protector de las artes, las letras y las ciencias. Se interesó en la astronomía, siendo un pionero destacado en esa materia. Inauguró en Hesse-Kassel el primer observatorio de Europa Central, donde utilizó los modernos instrumentos científicos del astrónomo danés Tycho Brahe. En su corte trabajó el célebre matemático Joost Bürgi, y en sus palacios llegaría a reunir una importante colección de relojes y de instrumentos de medición.
Sus observaciones astronómicas fueron publicadas en 1628, bajo el título Coeli et siderum in eo errantium observationes Hassiacse.

## Descendencia
Contrajo matrimonio en 1566 con Sabina de Wurtemberg. De esa unión nacieron once hijos:
- Ana María (1567-1626), quien sería esposa del conde Luis II de Nassau-Weilburg.
- Eduviges (1569-1644), esposa del príncipe Ernesto de Holstein-Schauenburg.
- Inés (1569).
- Sofía (1571-1616).
- Mauricio (1572-1632), landgrave de Hesse-Kassel.
- Sabina (1573).
- Sidonia (1574-1575).
- Cristián (1575-1578).
- Isabel (1577-1578).
- Cristina (1578-1658), esposa del duque Juan Ernesto II de Sajonia-Eisenach.

Guillermo tenía antes de su matrimonio, hijos nacidos fuera del matrimonio con Isabel Wallenstein:
- Cristina (1552-?), casada en 1570 con Nicolás de Gaugreben.
- Felipe Guillermo (1553-1616), casado en primer lugar en 1582 con Ana Cristina de Falcken (fallecida en 1602), y en segundo lugar en 1603 con Cristina Boineburg (1582-1632).
- Guillermo (fallecido en 1564).

## Eponimia
- El cráter lunar Wilhelm lleva este nombre en su memoria.[2]